# Loughborough Junction
Pour les articles homonymes, voir Junction (homonymie).

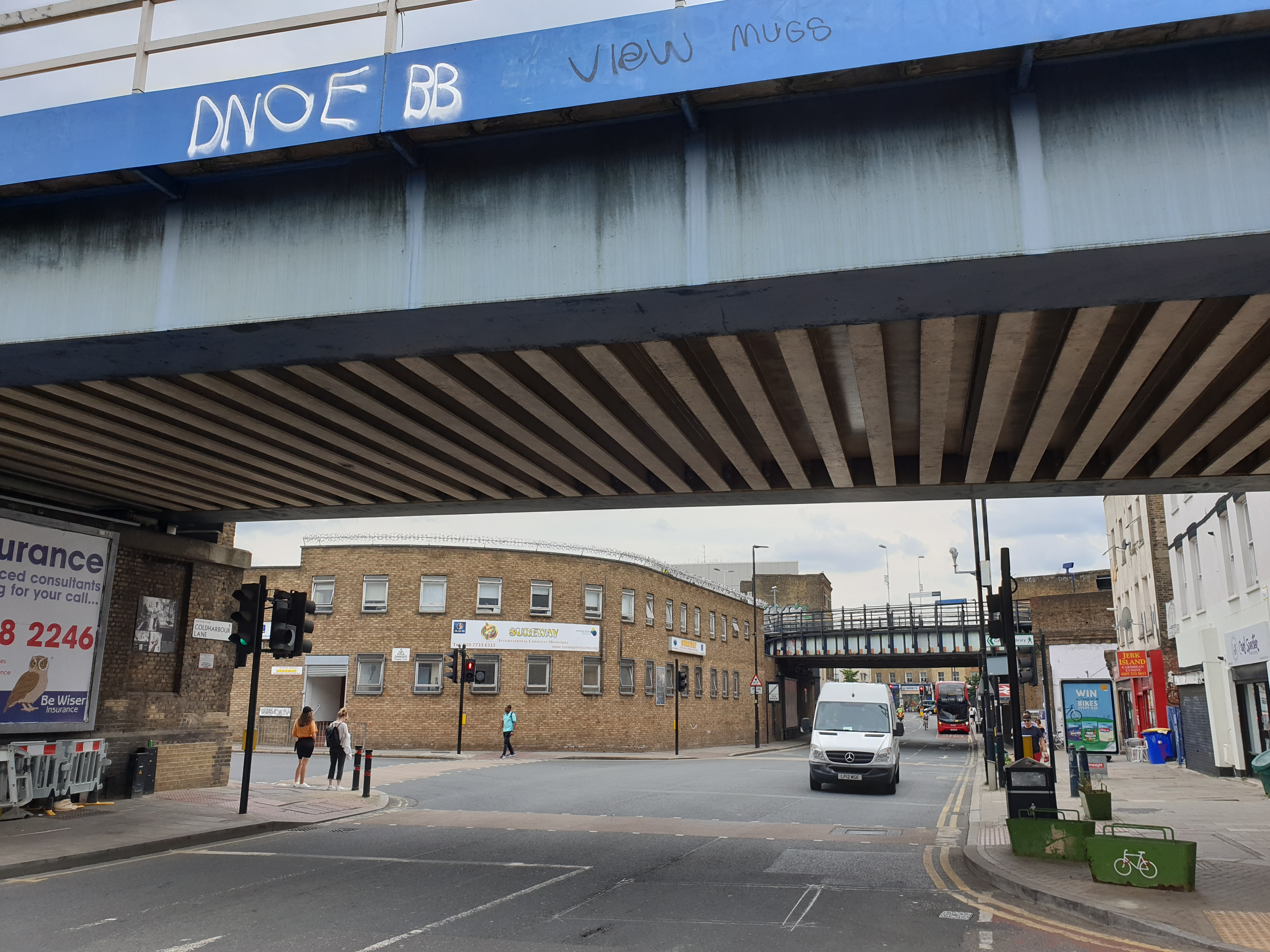

La Jonction de Loughborough est une jonction dans l'est de Brixton. Il y a une gare, nommée Station de Jonction de Loughborough. Le Lotissement De Logements Sociaux de Loughborough se trouve ici avec plus que 1000 maisons. Cette jonction vous mène à le Champ de Myatts et la Section de Vassall et la Ville de Angell, ou la Colline de Camberwell ou Herne ou Brixton Central.